# 日本小海魴
日本小海魴（学名：Zenion japonicum，又名巨眼海鲂和日本甲眼的鯛）為輻鰭魚綱海魴目甲眼的鯛科小海鲂属的其中一種鱼类，分布於西太平洋區，包括日本、香港、澳洲以及南海、东海等海域。该物种的模式产地在高知。其种加词“japonicum”意为“日本的”。
日本小海魴棲息深度200-400公尺，體長可達10公分，棲息在大陸棚及大陸坡。